# Corrado I Lancia
Corrado I Lancia (... – Capo d'Orlando, 4 luglio 1299) è stato un politico e militare italiano del XIII secolo.
Fu primo conte di Caltanissetta.

## Biografia
Discendente della famiglia Lancia di origine piemontese, fu figlio di Federico e fratello di Manfredi Lancia. Fu sposato con Berengaria de Santa Fede, dalla quale ebbe due figli, Federico e Blasco.
Visse in Catalogna fin dalla prima giovinezza, dove fece gli studi. Fu nominato ammiraglio del regno di Valencia nel 1278 dal re Pietro III di Aragona.
È armato cavaliere da don Pietro d'Aragona, così come lo è anche Ruggiero di Lauria, che parteciperà a molte imprese insieme a Ruggiero e di cui diverrà, più tardi, due volte cognato (entrambi sposeranno l'uno la sorella dell'altro).
Nel 1279 guidò la spedizione in Nordafrica, da dove tornò vincitore dopo aver sconfitto i marocchini. Per questa impresa il sovrano aragonese gli donò il castello e la città di Albaida.
Nel 1280 fu nominato governatore del regno di Valencia. Al seguito degli aragonesi partecipò nel 1282 alla Guerra del Vespro in Sicilia, terra in cui ricoprì la carica di maestro razionale.
Nel 1283 fu ammiraglio, assieme al fratello Manfredi, della flotta aragonese che assediò Malta, nella battaglia che pose termine al dominio degli angioini sull'isola.
Alla morte di Pietro III, fu diplomatico al servizio del subentrante figlio Giacomo II. Schieratosi dalla parte di Federico, pretendente al trono di Sicilia e fratello del nuovo re aragonese, quest'ultimo gli confiscò tutti i suoi possedimenti nel regno di Valencia.
All'incoronazione di Federico a re di Sicilia nel 1296, il nuovo sovrano gli concesse la terra e il castello di Caltanissetta (elevata a contea), i proventi della terra di Naro e la carica di cancelliere, che il Lancia ricoprì senza interruzioni fino al 1299, spostandosi con il re in diverse città e terre della Sicilia.
Morì nello scontro navale di Capo d'Orlando.
Alla sua morte la contea nissena passò al nipote Pietro.